# Ylitornio
Ylitornio [ˈylitɔrniɔ] (Ober-/Hoch - Tornio) (schwedisch Övertorneå, nordsamisch Badje-Duortnus) ist eine Gemeinde im finnischen Teil Lapplands.

## Lage und Gliederung
Ylitornio liegt nördlich der Stadt Tornio links des Flusses Tornionjoki (schwed. Torne älv), der die Grenze zu Schweden bildet. Die schwedische Gemeinde  am rechten Ufer des Flusses heißt Övertorneå.
Neben dem Hauptort Alkkula und den südlichen Vororten Armassaari, Kainuunkylä und Nuotioranta (alle am Ufer des Tornionjoki) gehören einige Siedlungen im Hinterland zur Gemeinde: Kaulinranta, Kuivakangas, Lohijärvi, Meltosjärvi, Närkki, Portimojärvi, Raanujärvi, Tengeliö und Kantomaanpää.
In ganz Finnland ist der 242 m hohe Berg Aavasaksa bekannt, dessen Gipfel einen weiten Blick in das malerische Umland bietet. Besonders zur Zeit der Mitternachtssonne zieht der Berg eine Vielzahl von Touristen an. Im Hinterland befinden sich auch einige Seen, darunter der Miekojärvi, der Iso-Vietonen und der Raanujärvi. Insgesamt werden rund 183 km² der Gemarkung Ylitornios von Gewässern eingenommen.
Wie in vielen nordfinnischen Landgemeinden, hat sich die Einwohnerzahl von Ylitornio in den letzten Jahrzehnten sehr stark reduziert. Von einstigen ca. 12.000 Einwohnern sind heute nur 3788 übrig. An die früher starke Milchproduktion erinnert noch heute die Käserei im nahegelegenen Vorort Nuotioranta.

## Wappen
Beschreibung: In Silber eine gesichtslose rote Sonne über einen roten Dreiberg.

## Politik
Wie allgemein in den ländlichen Gegenden Nordfinnlands ist auch in Ylitornio die Zentrumspartei die stärkste politische Kraft. Bei der Kommunalwahl 2008 erhielt sie 56 % der Stimmen und verfügt im Gemeinderat, der höchsten Entscheidungsinstanz bei lokalen Angelegenheiten, mit 16 von 27 Sitzen über eine absolute Mehrheit. Zweitstärkste Kraft ist das Linksbündnis, das wie allgemein in Lappland überproportional stark vertreten ist. Es konnte 26,3 % der Stimmen auf sich vereinen und hat sieben Sitze im Gemeinderat inne. Die Sozialdemokraten und die Nationale Sammlungspartei spielen, obgleich landesweit zu den drei großen Parteien gehörend, in Kolari mit einstelligen Wahlergebnissen und zwei bzw. drei Abgeordneten im Gemeinderat eine untergeordnete Rolle. Ein Mandat erreichte eine örtliche Wählerliste (Yhteislista Ylitornion kunnan puolesta).
| Partei                                 | Wahlergebnis 2008 | Sitze |
| -------------------------------------- | ----------------- | ----- |
| Zentrumspartei                         | 56,1 %            | 16    |
| Linksbündnis                           | 26,3 %            | 7     |
| Sozialdemokraten                       | 7,3 %             | 2     |
| Nationale Sammlungspartei              | 5,5 %             | 1     |
| Yhteislista Ylitornion kunnan puolesta | 4,5 %             | 1     |

## Verkehr
Ylitornio hat einen Haltepunkt an der Bahnstrecke Tornio–Kolari.

## Persönlichkeiten
- Paavo Lukkariniemi (* 1941), Skispringer
- Mikko Heikka (* 1944), Bischof
- Rosa Liksom (* 1958), Schriftstellerin, Künstlerin und Filmemacherin
- Meri Koivisto (* 1977), Schauspielerin und Tänzerin
- Sami Jauhojärvi (* 1981), Skilangläufer
- Toni Koivisto (* 1982), Eishockeyspieler